# Грос-Райде
Грос-Райде (нем. Groß Rheide) — община в Германии, в земле Шлезвиг-Гольштейн. 
Входит в состав района Шлезвиг-Фленсбург. Подчиняется управлению Кроп.  Население составляет 930 человек (на 31 декабря 2010 года). Занимает площадь 15,37 км².